# Richard Oakes
Richard Oakes, född 1 oktober 1976 i Perivale, London, är en brittisk gitarrist. Han är medlem i gruppen Suede. Oakes ersatte Bernard Butler den 17 september 1994; Oakes var då blott 17 år gammal.
På Suedes tredje album, Coming Up, är Oakes och sångaren Brett Anderson de huvudsakliga låtskrivarna. På bandets åttonde album, The Blue Hour, har Oakes varit med och skrivit nio av albumets fjorton låtar.
Sedan 2022 är han gift med den svenska skådespelaren och komikern Anna Granath. Paret är bosatt i Järna.